# Джеферсън (окръг, Пенсилвания)
Вижте пояснителната страница за други населени места с името Джеферсън.
Окръг Джеферсън (на английски: Jefferson County) е окръг в щата Пенсилвания, Съединени американски щати. Площта му е 1702 km², а населението - 43 804 души (2017). Административен център е град Бруквил.